# 飞跃广场站
飞跃广场站位于中华人民共和国吉林省长春市绿园区飞跃路与东风大街交叉口，是长春轨道交通6号线与7号线的地铁换乘站。

## 车站结构

### 车站楼层
| B1                | 站厅 | 出入口、服务中心、售票机、检票口                                                                            |
| B2                | 站台 | \| \| \| 6号线往双丰（支农大街） \| \| 島式 · 開左邊车门 \| \| \| \| \| \| 6号线往长影世纪城（欧亚卖场） \| |
|                   |      | 6号线往双丰（支农大街）                                                                                     |
| 島式 · 開左邊车门 |      | |
|                   |      | 6号线往长影世纪城（欧亚卖场）                                                                               |

## 歷史
- 2024年3月28日 - 6号线开通运营。[1]